# Euphorbia matabelensis
Euphorbia matabelensis är en törelväxtart som beskrevs av Ferdinand Albin Pax. Euphorbia matabelensis ingår i släktet törlar, och familjen törelväxter. Inga underarter finns listade i Catalogue of Life.

## Bildgalleri

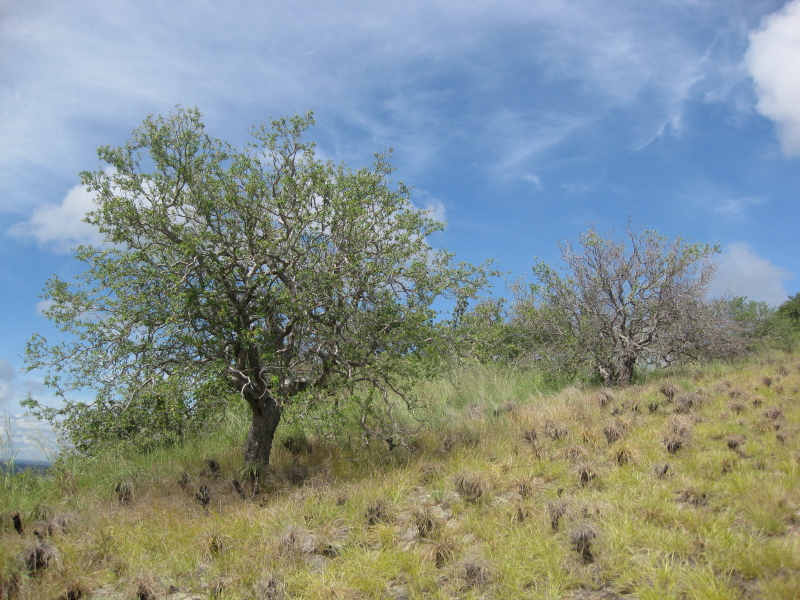